# Општина Ловрин (Тимиш)
Ловрин (рум. Lovrin) општина је у Румунији у округу Тимиш.
Oпштина се налази на надморској висини од 90 m.